# Jarosław Rudnycki
Jarosław-Bohdan Antonowycz Rudnycki ukr. Ярослав-Богдан Антонович Рудницький, także Rudnyćkyj (ur. 26 listopada 1910 w Przemyślu, zm. 19 października 1995 w Montrealu) – ukraiński działacz społeczny, uczony, w latach 1980–1989 przedostatni premier emigracyjnego rządu Ukraińskiej Republiki Ludowej.
Autor wielu prac w dziedzinie filologii słowiańskiej, był profesorem Wolnego Uniwersytetu Ukraińskiego i uniwersytetu w Winnipeg.

## Literatura
- Andrzej Chojnowski, Jacek Bruski: Ukraina, Warszawa 2006, ISBN 978-83-7436-039-5